# 前列腺素E1
前列腺素E1（Prostaglandin E1；PGE1），亦稱前列地爾（Alprostadil） 是一種前列腺素，常用於治癒勃起障礙、 進行血管舒張等。

## 醫學用途
前列地爾在美國主要被當做尿道栓劑和血管注射劑。栓劑的商標名是MUSE， 血管注射劑則是Edex 和Caverject。 前者直接作用於尿道以治療陰莖疾病，後者用途相同，但是方法是通過注射器注射到陰莖海綿體中而發生作用。
前列地爾可用於治療新生兒動脈導管未閉。有時嚴重肢體缺血也會用到前列地爾，通過舒張血管而達到刺激血管再生。